# Sylvilagus robustus
Espèce
Statut de conservation UICN

 VU  : Vulnérable
Sylvilagus robustus est une espèce de lapins de la famille des Léporidés endémique des États-Unis.